# Solfotransferasi

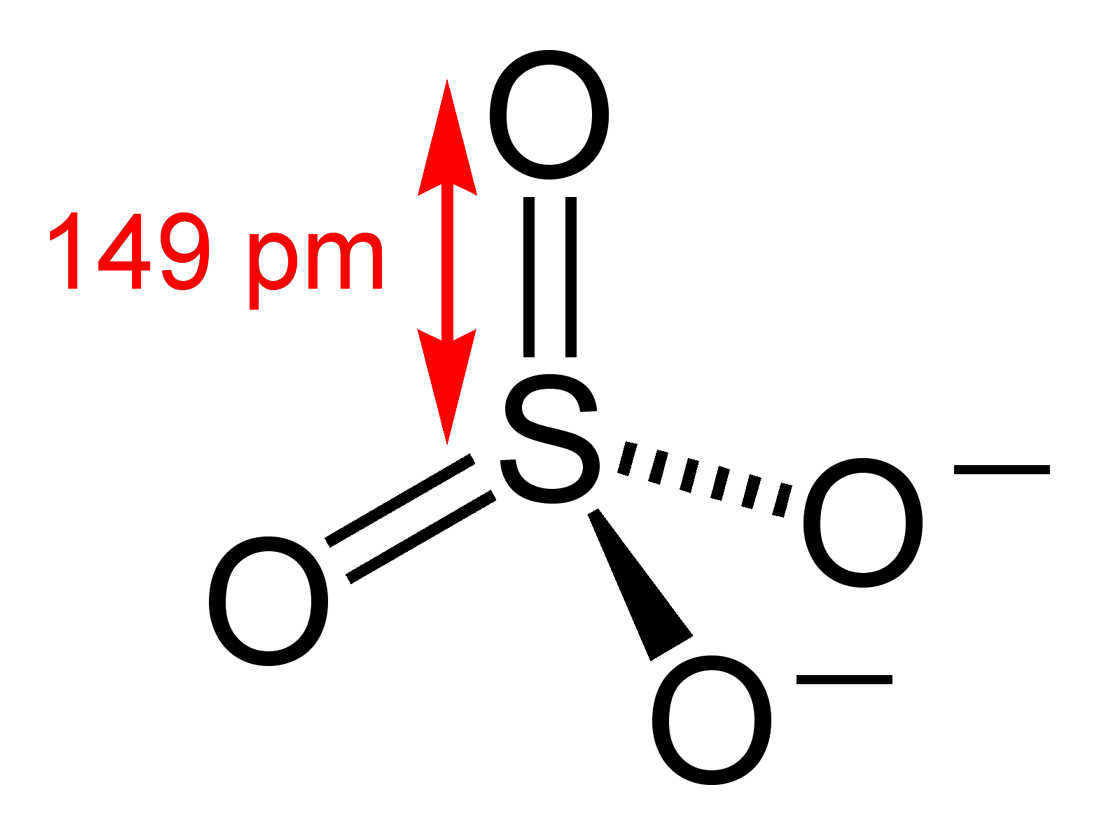
Struttura di uno ione solfato.

Le solfotransferasi sono una serie di enzimi appartenente alla famiglia transferasi che catalizzano la transizione del gruppo solfo (e no solfato) da una molecola donatrice a una molecola recettrice, normalmente una alcoli o una ammina. La molecola donatrice più comune di questo processo è la 3'-fosfoadenosina-5'-fosfosolfato (PAPS). Nel caso in cui la recettrice sia un alcoli, il prodotto è un solfato (R-OSO−3), mentre se la recettrice è una ammina, il risultato sarà la formazione di una solfammina (R-NH-SO−3). I gruppi che partecipano a questo processo possono essere parte di una proteina, un lipide, un carboidrato o uno steroide.

## Esempi
Esempi di solfotransferasi:
- Carboidrato solfotransferasi: CHST1, CHST2, CHST3, CHST4, CHST5, CHST6, CHST7, CHST8, CHST9, CHST10, CHST11, CHST12, CHST13, CHST14.
- Galattosa-3-O-solfotransferasi: GAL3ST1, GAL3ST2, GAL3ST3, GAL3ST4.
- Eparan solfato 2-O-solfotransferasi: HS2ST1.
- Eparan solfato 3-O-solfotransferasi: HS3ST1, HS3ST2, HS3ST3A1, HS3ST3A2, HS3ST3B1, HS3ST3B2, HS3ST4, HS3ST5, HS3ST6.
- Eparan solfato 6-O-solfotransferasa: HS6ST1, HS6ST2, HS6ST3.
- N-deacetilasi/N-solfotransferasa: NDST1, NDST2, NDST3, NDST4.
- Tirosilprotein solfotransferasa: TPST1, TPST2.
- Uronil-2-solfotransferasa: UST.
- Estrona solfotransferasa
- Condroitin 4-solfotransferasa
- Altre: SULT1A1, SULT1A2, SULT1A3, SULT1A4, SULT1B1, SULT1C2, SULT1C3, SULT1C4, SULT1D1P, SULT1E1, SULT2A1, SULT2B1, SULT4A1, SULT6B1.